# Хајдро (Оклахома)
Хајдро (енгл. Hydro) град је у америчкој савезној држави Оклахома.

## Демографија
По попису из 2010. године број становника је 969, што је 91 (-8,6%) становника мање него 2000. године.
| Група             | 2000.       | 2010.       |
| Белци             | 957 (90,3%) | 832 (85,9%) |
| Афроамериканци    | 2 (0,2%)    | 0 (0,0%)    |
| Азијати           | 2 (0,2%)    | 1 (0,1%)    |
| Хиспаноамериканци | 48 (4,5%)   | 100 (10,3%) |
| Укупно            | 1.060       | 969         |